# 김홍일 (범죄인)
김홍일(1986년 8월 12일 ~ )은 대한민국의 살인범이다. 울산 자매 살인 사건의 범인이다.